# Imaginería románica policromada en Cataluña

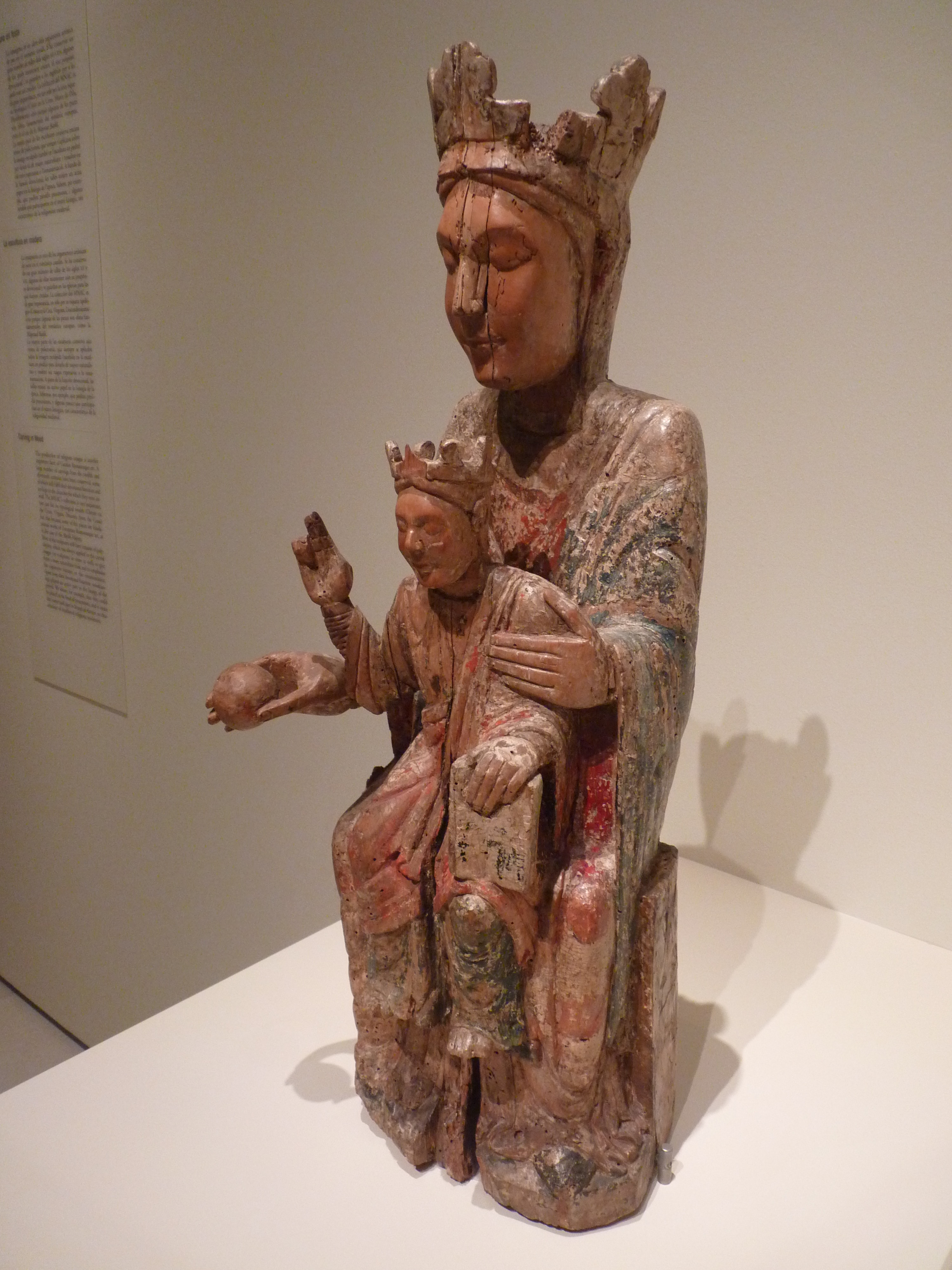
Virgen con Niño (c.1200) conservada en el MNAC.

La imaginería románica policromada en Cataluña consiste en una serie de tallas de madera de época románica que se labraron en tierras catalanas y cuya existencia ha llegado hasta el siglo XXI en su mayoría guardadas en los museos y en colecciones particulares. Estas esculturas policromadas proliferaron junto con las pinturas murales, los frontales de altar (o antipendios) y los relicarios.
Los investigadores creen que los escultores y pintores de imaginería trabajaban juntos, en talleres próximos y respondiendo a los mismos encargos. Estos escultores siguieron para sus trabajos una pauta propia, mostrando cierta independencia respecto a las grandes corrientes de la escultura monumental.
Los temas son muy concretos y reducidos. Se representa al crucificado como un Cristo Majestad de influencia bizantina, de ojos abiertos, con túnica hasta los pies y en actitud triunfal. Estas tallas abundaron en toda Cataluña y fueron muy populares y objeto de veneración. En arte se las conoce como las Majestades. También se dieron las representaciones del otro cristo doliente en la cruz. 
El tema de los Descendimientos fue igualmente popular, presentando casi siempre un grupo de cinco o siete personajes: Cristo, la Virgen, San Juan, José de Arimatea y Nicodemo (más a veces los dos ladrones). 
Las imágenes de la Virgen con el Niño fueron muy queridas y abundantes; y, por último, las piezas en relieve de los frontales de altar y de los retablos.

## Antecedentes, estilo y cronología
La iconografía se había mantenido intacta gracias a las miniaturas, obras de arte en metal —orfebrería— y obras en marfil. Todo esto supuso un ejemplo, algo que se ofrecía a los artistas de talla en madera, de donde sacarían los temas y en cierto modo el estilo. A finales del siglo X aparecieron los relicarios repujados en oro, en plata y otros metales, difundiéndose a lo largo del siglo siguiente con la consiguiente imitación en madera.
Los historiadores y críticos de arte han tenido en cuenta su estudio y apreciaciones sobre la calidad artística para poder determinar el origen de la obra y su cronología. Hay muy pocas dataciones escritas, por lo que un análisis de estilo se hace importantísimo a la hora de dar una cronología, aunque sea aproximada.
De los ejemplares conservados no hay ninguno que pueda ser del siglo XI. Sin embargo durante el siglo XII hasta el periodo del gótico, la imaginería desarrolló un gran florecimiento, sobre todo en la zona de los Pirineos, cuyos señores los condes de Pallars, Ribagorza y Urgel, apoyaron e impulsaron el arte de tal manera que el cincuenta por ciento de los elementos conservados proceden de allí.

## Temas
Fueron las necesidades litúrgicas las que dieron la pauta para abordar los temas: Así en el altar donde se decía la misa había que poner un crucifijo; además desde el siglo XII hubo siempre algún altar dedicado a la advocación de alguna Virgen lo que requería esa representación de su imagen; y también los frontales de altar eran muy importantes así como los cristos en gran tamaño que a veces pendían ante el altar a modo de retablo; otras veces era un grupo escultórico, en especial el grupo del descendimiento y del calvario. Los tallistas acudían a esta solicitud litúrgica que iba acompañada casi siempre de ciertas condiciones muy estrictas, aunque los artistas añadían su propia personalidad y modo de trabajar en los detalles. Por lo tanto los temas tuvieron mucho que ver con este requerimiento litúgico.
Surgieron los cristos majestad, con túnica larga y corona de metal añadida más tarde, ricas telas de motivos orientales o moriscos; eran cristos vivos con los ojos abiertos. Los cristos desnudos, muertos en la cruz. La figura del Salvador dentro de una mandorla, siguiendo el tipo las pinturas murales, con personajes cercanos a la vida de Cristo, a su alrededor. Este tema se dio especialmente en los frontales de altar. Se hicieron grupos de gran tamaño con los protagonistas del Descendimiento —Jesús, María, Juan, Nicomedes y José de Arimatea con los dos ladrones— y grupos del Calvario —Jesús, María, y Juan—. Los descendimientos se colocaban sobre una viga poderosa que cruzaba el ábside transversalmente por encima del altar. También los Apóstoles y los símbolos de los evangelistas fueron temas recurrentes.

En cuanto al tema de la Virgen sedente y con el Niño en su regazo, fue prolífico. Aparecieron por doquier en las grandes ciudades y en los lugares más humildes, con mayor o menor calidad, siendo la mayoría de carácter popular y factura ingenua.

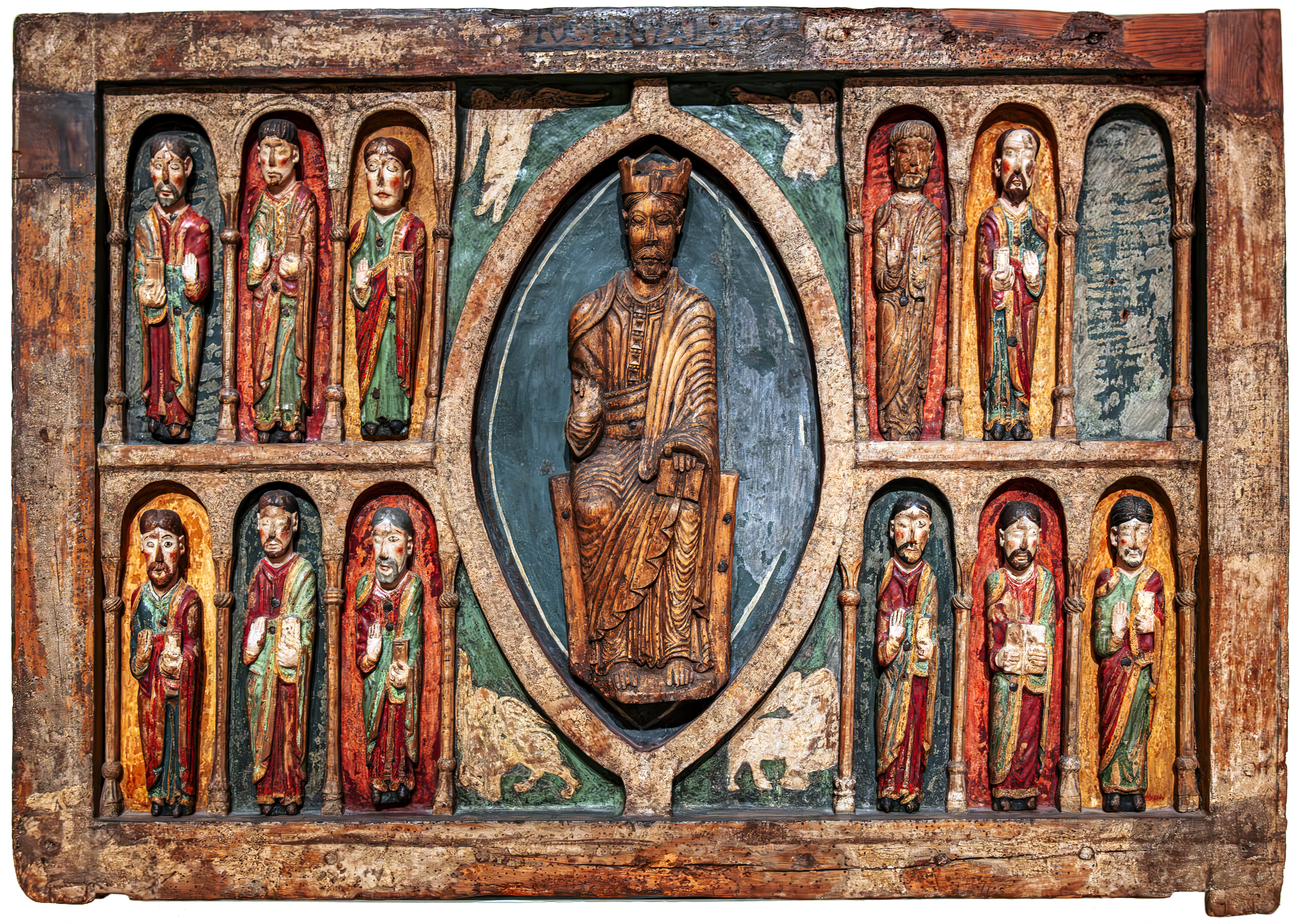
Frontal de altar de Santa María de Taull; Cristo en mandorla.
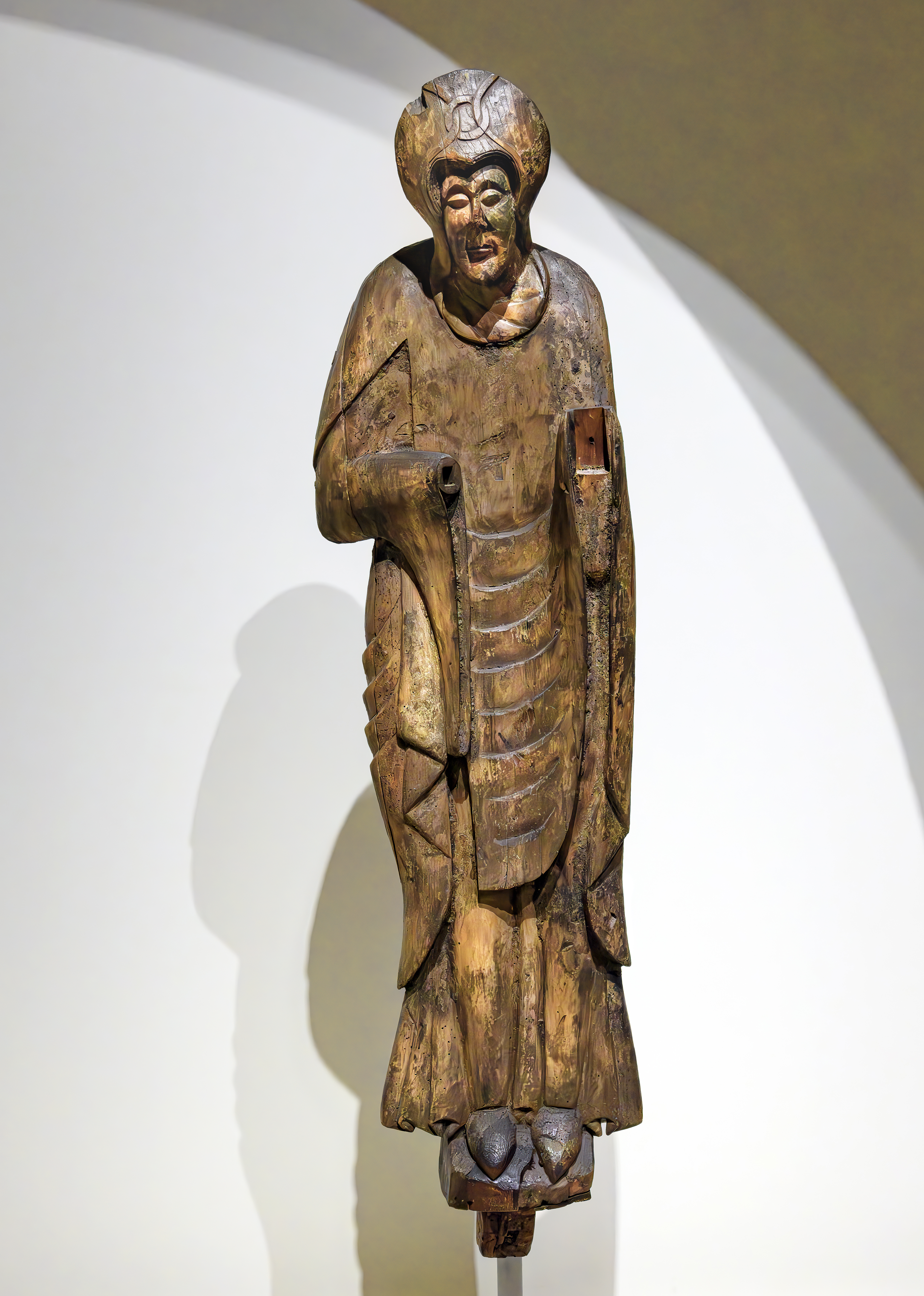
Talla de la Virgen, procedente de Durro.
Majestad procedente de Batlló.
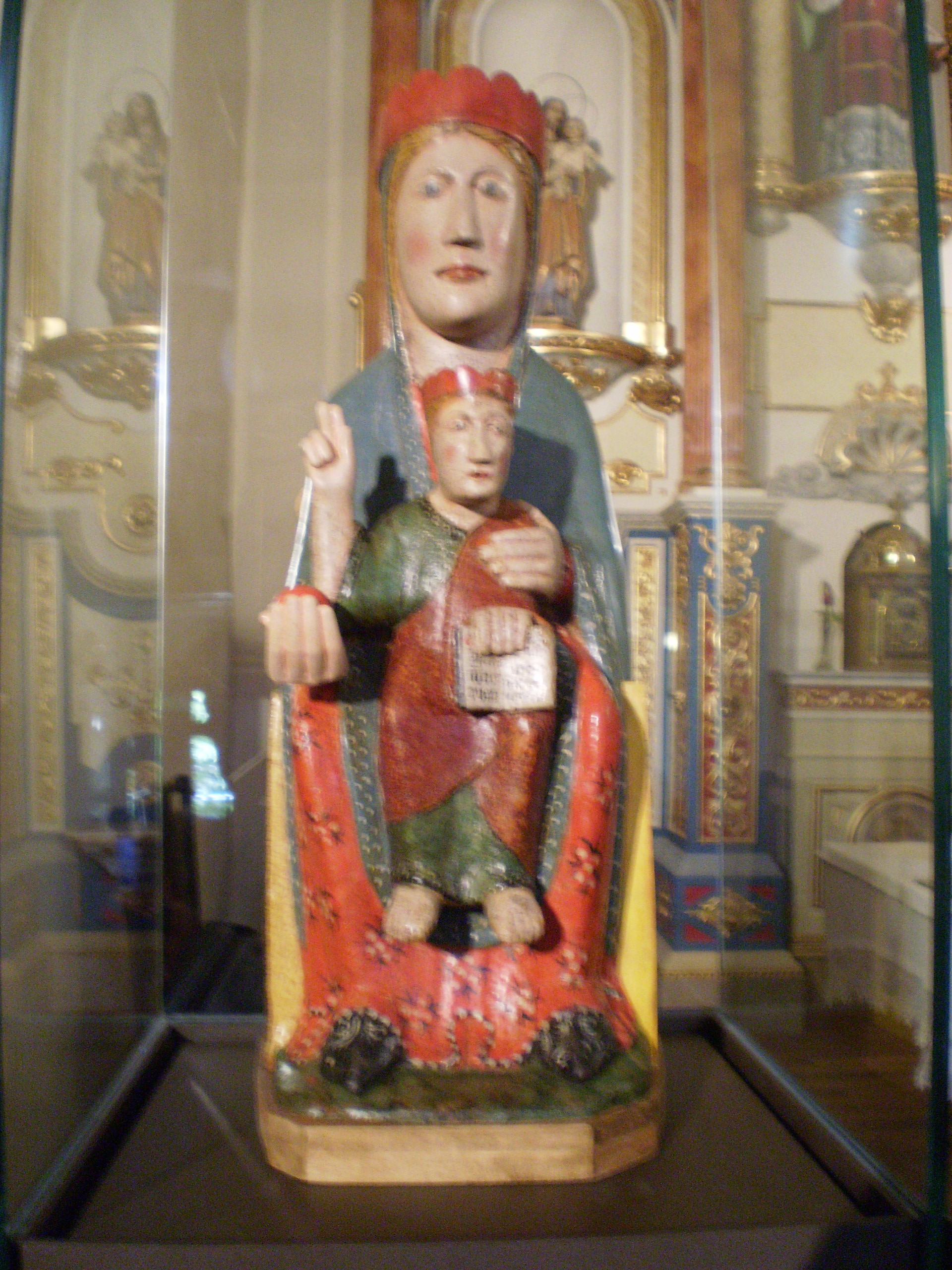
Talla de la Virgen con Niño, procedente de Tuixent, de factura ingenua.
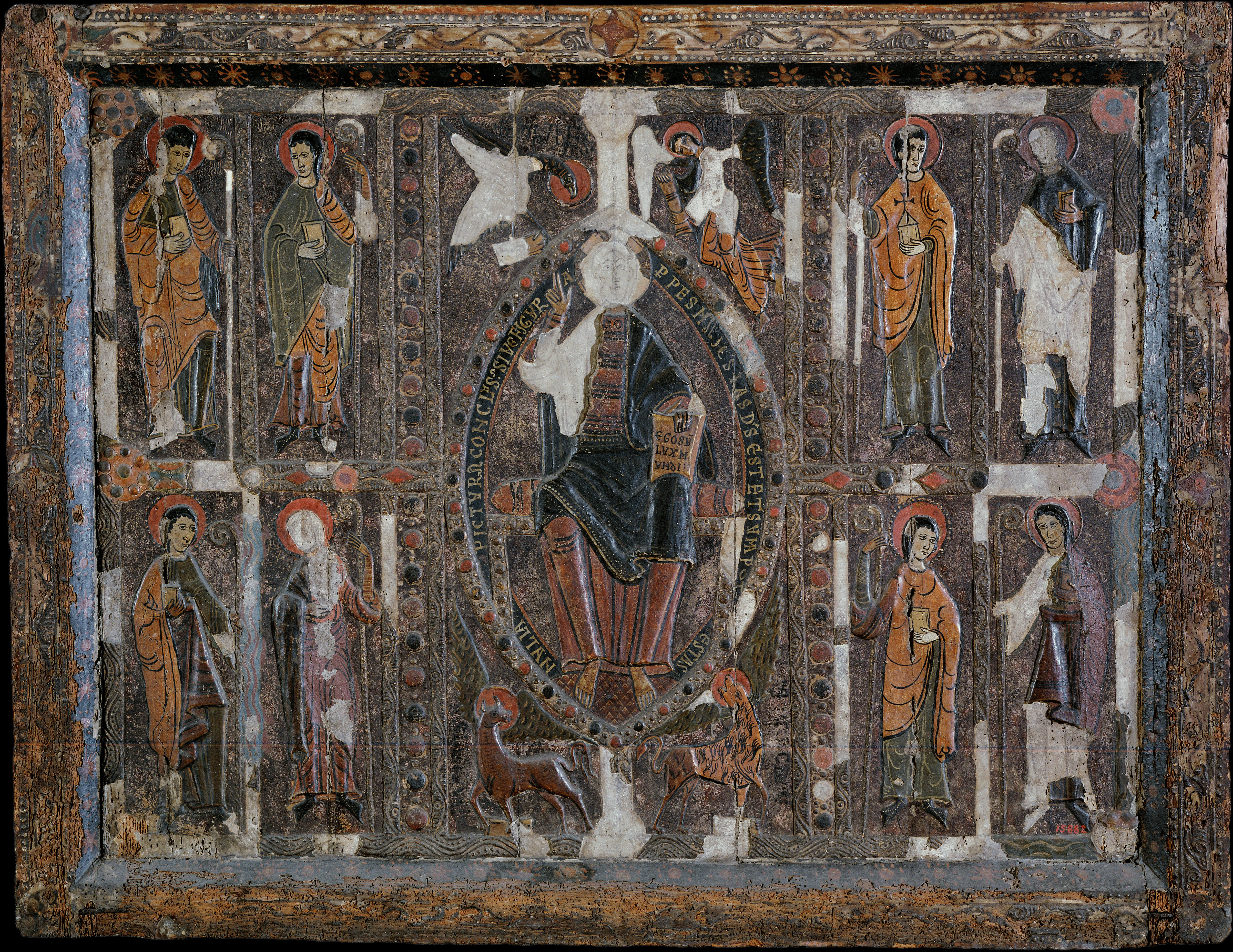
Frontal de altar procedente de Planès.

## Talleres equipos y obras

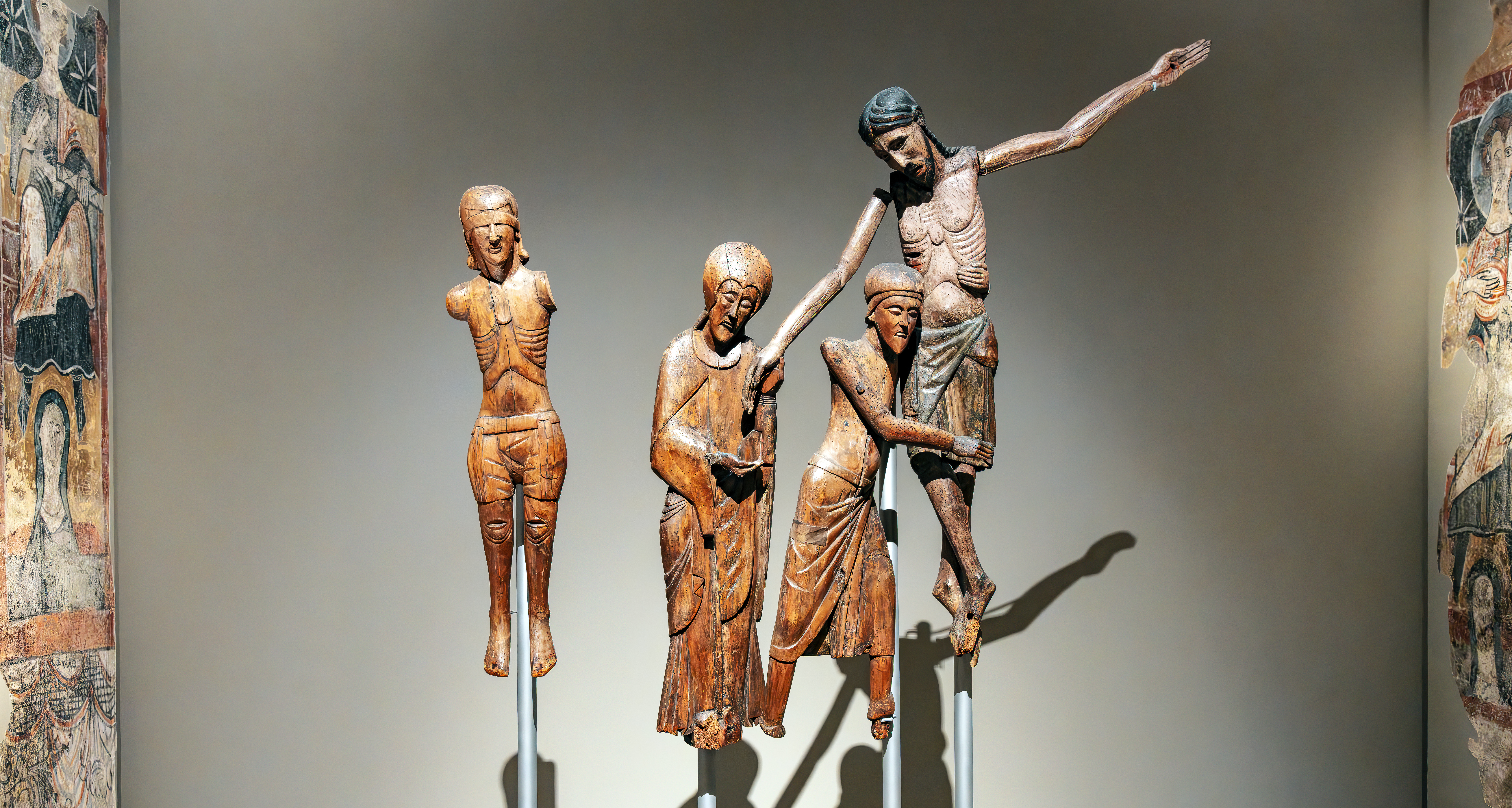
Descendimiento incompleto de Santa María de Taull.

Los pintores y escultores de imágenes desarrollaron su obra en las mismas zonas donde se movían los pintores que dejaron los frescos en los ábsides y paredes de las iglesias románicas, dejándose influenciar claramente por ellos.

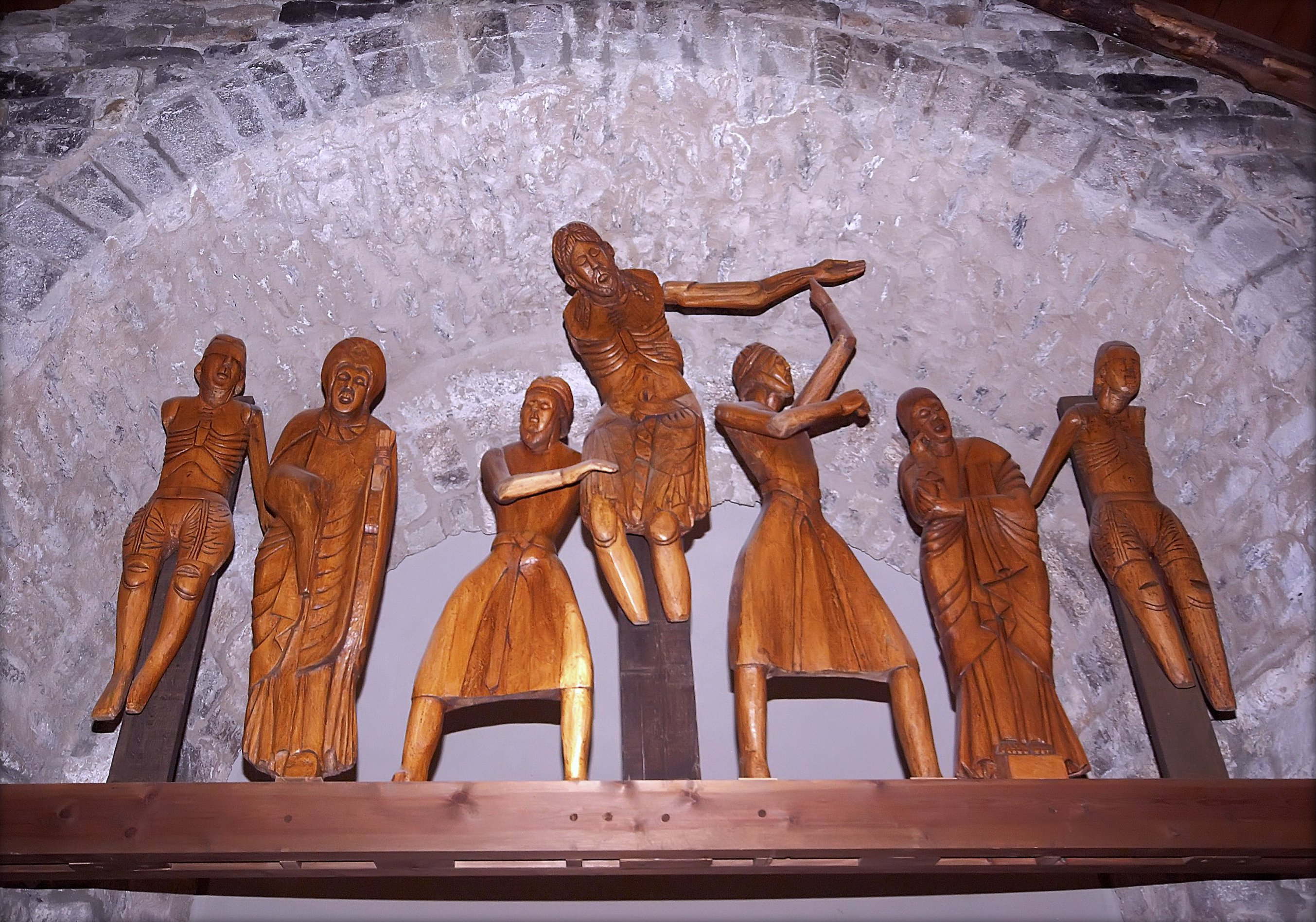
Descendimiento de Erill la Vall

En el valle de Boí hubo un importante taller de imagineros que surtieron con sus obras las iglesias románicas. Los conjuntos de escultura en madera policromada que han llegado hasta el siglo XXI son un buen exponente de lo que debió abundar en época románica. Subsisten los ejemplares:
- Grupo del Descendimiento de Erill la Vall.
- Descendimiento incompleto y de menor tamaño que el anterior de Santa María de Taüll.[nota 1]
- Imagen de la Virgen de Santa María de Taüll.[nota 2]
- Grupo procedente de Durro.
- Imagen de San Juan Evangelista.[nota 3]
- Frontal de Pantocrátor y Apostolado en relieve que perteneció a un altar lateral de Santa María de Taüll.
- Frontal de la iglesia de Casterner de Noals, con el tema de Cristo y los Apóstoles, de la primera mitad del siglo XII.

Los talleres ubicados en la Seo de Urgel fabricaron también buena cantidad de obras que fueron repartidas en las ermitas y parroquias de la zona.
- Efigies del cristo de Salardú y del de  Mig Aran, de gran expresión y belleza.

Virgen de Ger.

- Imágenes de la Virgen, de modelo repetido que van saliendo a la luz a lo largo de los siglos XII y XIII, como la del santuario de Bastanist en Lérida, la de la Virgen de Andorra y las de los pueblos de Talló, Covet, All, Gósol, Olopte y unos cuantos más.Virgen de Ger. Muchas de ellas conservan aun su culto. El mejor ejemplo es el de la Virgen de Ger de Gerona que conserva su policromía original.
- El crucifijo procedente de Urgel y consagrado en 1147 tiene un gran valor histórico pues es uno de los ejemplares datado en un pergamino que se guarda en el MNAC.

Los imagineros del Rosellón elaboraron una serie de imágenes sedentes durante la segunda mitad del siglo XII, entre las que se encuentran la Virgen Madre de Cornellá de Conflent. También se ocuparon del tema de los Cristo Majestad en la comarca del Vallespir.
En Gerona trabajaron importantes talleres de donde salieron imágenes de estilo clasicista, totalmente distinto a lo que se venía haciendo en otros lugares.
- Virgen sedente que se colocó en el retablo mayor de la catedral y que más tarde se forró de plata.
- Majestad de Cruïlles, que tiene la particularidad de conservar en el reverso de la cruz su decoración original de estilo franco de mediados del siglo XII.
- Majestad de Sant Joan les Fonts.
- Varias vírgenes románicas distribuidas en ermitas y parroquias pertenecientes al obispado gerundense.
- Majestad de Caldas de Montbui (Barcelona) y Majestad de Beget (Gerona). Ambas son obras extraordinarias y probablemente las más antiguas.[nota 4]

## Imágenes de yeso
Son las imágenes elaboradas con un compuesto de escayola y cola animal. Es un material poco firme, por lo que pocas obras han pasado la prueba del tiempo. Además de las imágenes en sí, se hacían relieves en frontales de altar que daban la apariencia de ricos repujados en metal, tal y como se explica en los inventarios de algunas iglesias. La imagen más importante conservada es la Majestad (Cristo crucificado) del siglo XII del presbiterio de Sant Joan de Caselles en Andorra que está rodeada por figuras pintadas. En el monasterio de San Saturnino de Tabérnolas se descubrió una decoración en yeso con relieves de figuras que son bastante interesantes.